# Cinamaldehidă
Cinamaldehida (sau aldehida cinamică) este un compus organic din clasa aldehidelor, cu formula chimică C6H5CH=CH-CH=O. Este un compus răspândit în natură, predominant sub forma izomerului trans (E), și conferă scorțișoarei aroma și mirosul său specific. Este biosintetizată în calea metabolică a shikimatului. Este un lichid gălbui și vâscos, fiind un component principal al scoarței arborelui de scorțișoară și al altor specii din genul Cinnamomum (uleiul esențial de scorțișoară are un conținut de aproximativ 90% cinamaldehidă).

## Obținere
Cinamaldehida se obține în urma reacției de condensare crotonică a benzaldehidei cu acetaldehida: